# En dag i Sønderjylland
En dag i Sønderjylland er en dokumentarfilm fra 1940 instrueret af Marcus Lauesen efter eget manuskript.

## Handling
En film, der viser Sønderjyllands natur og dagligliv, som man ser det under en rejse gennem landsdelen fra øst til vest.